# 9720 Ulfbirgitta
9720 Ulfbirgitta eller 1980 FH1 är en asteroid i huvudbältet som upptäcktes den 16 mars 1980 av den svenske astronomen Claes-Ingvar Lagerkvist vid La Silla-observatoriet i Chile. Den är uppkallad efter Ulf och Birgitta Heyman, vänner till upptäckaren.
Asteroiden har en diameter på ungefär 6 kilometer.